# Giacomo Becattini

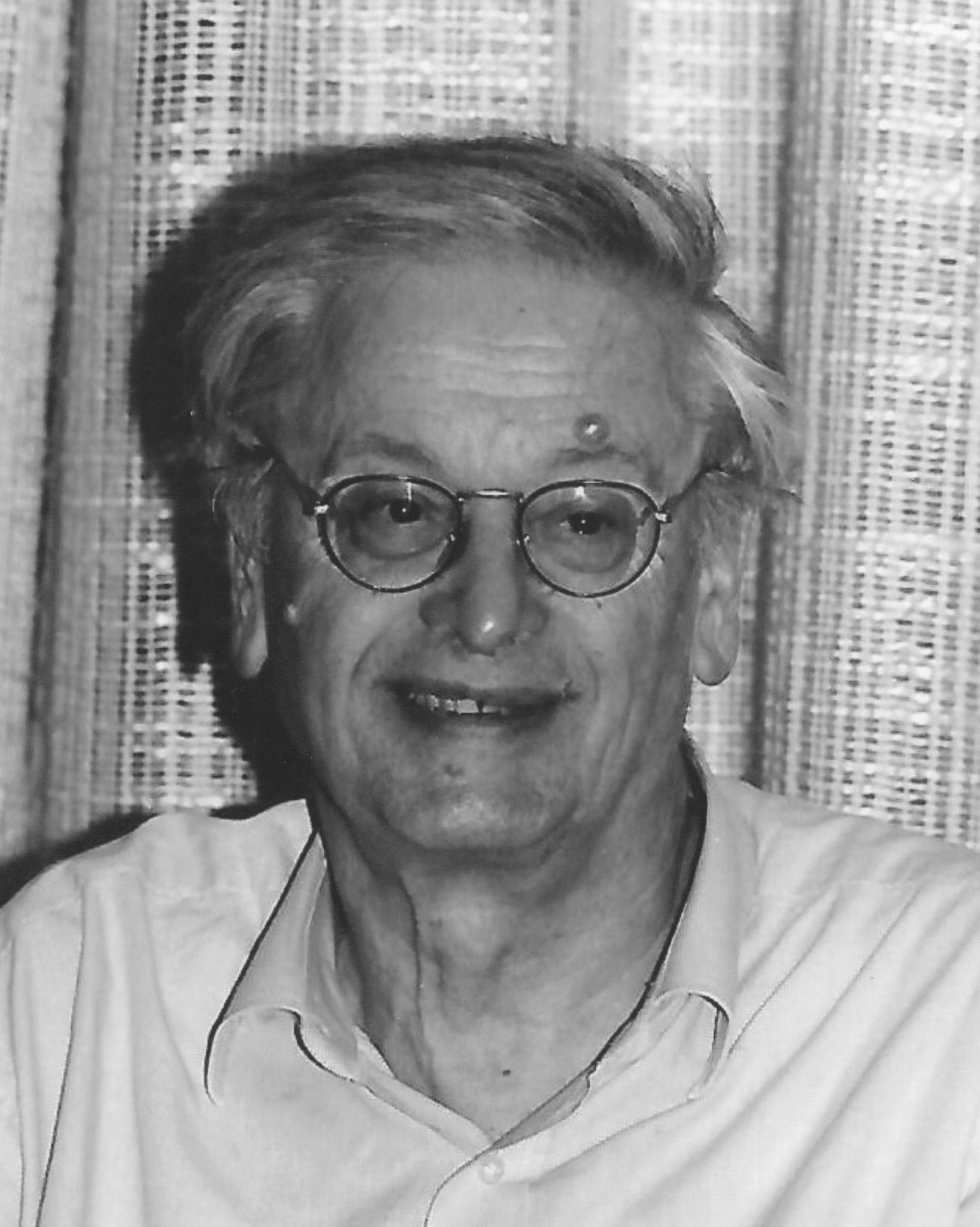
Bild des ehemaligen Wissenschaftlers Becattini.

Giacomo Becattini (* 4. März 1927 in Florenz; † 21. Januar 2017 in Scandicci) war ein italienischer Wirtschaftswissenschaftler. Von 1968 bis zu seiner Emeritierung 2003 war er Professor an der Universität Florenz. Becattini war Mitglied der Accademia dei Lincei.

## Schriften
- Il concetto d'industria e la teoria del valore, Boringhieri, Florenz, 1962.
- Scienza economica e trasformazioni sociali, La Nuova Italia, 1979.
- Distretti industriali e made in Italy, Bollati Boringhieri, Florenz, 1998.
- Dal distretto industriale allo sviluppo locale, Bollati Boringhieri, Florenz, 2000.
- Il distretto industriale, Rosenberg & Sellier, Turin, 2000.
- Il caleidoscopio dello sviluppo locale. Trasformazioni economiche dell’Italia contemporanea, Rosenberg & Sellier, Turin, 2001.
- Miti e paradossi del mondo contemporaneo, Donzelli, Rom, 2002.
- I nipoti di Cattaneo: colloqui e schermaglie tra economisti italiani, Donzelli, Rom, 2002.
- From industrial districts to local development: an itinerary of research (con M. Bellandi, G. Dei Ottati, F. Sforzi), Elgar, Northampton, 2003.
- Il calabrone Italia: ricerche e ragionamenti sulla peculiarità economica italiana, Il Mulino, Bologna, 2007.